# František I. Medicejský
František I. Medicejský (italsky Francesco I de' Medici; 25. březen 1541, Florencie – 19. říjen 1587, Florencie) byl od roku 1574 až do své smrti druhým toskánským velkovévodou. Protože zemřel bez legitimních mužských potomků, po jeho smrti na toskánský trůn nastoupil mladší bratr Ferdinand.

## Život
Narodil se 25. března 1541 ve Florencii jako syn Cosima I. Medicejského, velkovévody z Toskánska, a Eleonory z Toleda.

## Manželství a potomci
Dne 18. prosince 1565 se oženil s Johanou Habsburskou, dcerou římskoněmeckého císaře a českého i uherského krále Ferdinanda I. Johana se ve Florencii necítila šťastná; Florenťané ji neměli rádi pro její rakouský původ, třebaže právě spojení s rodem císaře bylo pro Medicejské velmi prestižní záležitostí. Manželství nelze ani zdaleka označit za vztah naplněný láskou a náklonností. Johana byla zbožná, nostalgická, vážná až smutná a bolestínská, chladná a pyšná; její manžel ji nejenže ignoroval, ale ponižoval ji svým mimomanželským poměrem, kterým se vůbec netajil. Přesto Johana Františkovi porodila osm dětí: šest dcer a dva syny následníky trůnu; narození posledního z nich zaplatila ve svých jednatřiceti letech životem.
Její pozice na dvoře byla ovšem těžká po větší část trvání jejího manželství, neboť v letech 1566 až 1575 porodila „pouze“ šest dcer, z nichž jen tři překonaly první roky života. Absence mužského potomka a dědice trůnu byly zdrojem permanentního napětí a konfliktů mezi manželi, jenž dával přednost své životní lásce, milence Biance Cappello. Ta Františkovi, jenž se stal toskánským velkovévodou po smrti svého otce roku 1574, dokonce porodila syna Antonia (1576), a to v době, kdy od Johany měl pouze dcery (Antonio ovšem nebyl Františkův skutečný syn, těhotenství a porod Bianca předstírala a dítě bylo podvržené). Následník, pokřtěný na počest matčina bratrance španělského krále Filipa II. jménem Filip, se narodil o rok později (1577). Narození vytouženého a dlouho očekávaného dědice bylo přijímáno u dvora s velkou radostí, zhatilo však veškeré naděje Biancy Cappello na to, že by její syn, jehož František adoptoval, mohl usednout na toskánský trůn.
Potomci z manželství Františka a Johany:
- 1. Eleonora (28. 2. 1567 Florencie – 9. 9. 1611 Cavriana)
  - ⚭ 1584 Vincenzo I. Gonzaga (21. 9. 1562 Mantova – 9. 2. 1612 tamtéž), vévoda z Mantovy a Montferratu od roku 1587 až do své smrti
- 2. Romola (20. 11. 1568 – 2. 12. 1568)
- 3. Anna (31. 12. 1569 – 19. 2. 1584)
- 4. Isabella (30. 9. 1571 – 8. 8. 1572)
- 5. Lucrezia (7. 11. 1572 – 14. 8. 1574)
- 6. Marie (26. 4. 1575 Florencie – 3. 7. 1642 Kolín nad Rýnem)
  - ⚭ 1600 Jindřich IV. Francouzský (13. 12. 1553 Pau – 14. 5. 1610 Paříž), král Navarry a Francie, od roku 1589 vládl oběma zemím v personální unii
- 7. Filip (20. 5. 1577 – 29. 3. 1582), trpěl na hydrocefalus
- 8. syn (*/† 10. 4. 1578)

Johana zemřela o rok později při předčasném porodu svého druhého syna. Malý Filip zemřel v pěti letech (1582) a velkovévoda František tak zůstal bez následníka, neboť ač se nedlouho po Johanině smrti znovu oženil právě s Biankou Cappello, z manželského lože již syna nezplodil.
I přesto, že František nezanechal mužské potomstvo, které by po něm nastoupilo na toskánský trůn, vrátili se jeho potomci na toskánský trůn v osobě Františka II. Štěpána Lotrinského (ten vyměnil domovské Lotrinsko za Toskánsko, kde vymřela dynastie Medicejských v roce 1737), který byl pra-pravnuk Františkovy dcery Marie, která se vdala do francouzské královské rodiny. Roku 1790 nastoupil na toskánský trůn vnuk Františka II. Štěpána velkovévoda Ferdinand III., který byl přes Františka Lotrinského potomkem velkovévody Františka Medicejského, ale zároveň přes svou matku Marii Ludoviku Španělskou byl tak potomkem jeho mladšího bratra Ferdinanda I., který vládl Toskánsku po smrti Františka I.